# Huijia Lin
Huijia Rachel Lin () é uma matemática chinesa, professora da Universidade de Washington na Paul G. Allen School of Computer Science and Engineering. Sua área de pesquisa é a criptografia.
Obteve um bacharelado em ciência da computação na Universidade de Zhejiang, China. Obteve um PhD em 2011 na Universidade Cornell, orientada por Rafael Pass, com a tese Concurrent Security. No pós-doutorado esteve no MIT Computer Science and Artificial Intelligence Laboratory e no Departamento de Ciência da Computação da Universidade de Boston, trabalhando com Shafrira Goldwasser e Ran Canetti. De 2014 a 2018 foi professora ssistente no Departamento de Ciência da Computação da Universidade da Califórnia em Santa Bárbara.
Para o Congresso Internacional de Matemáticos de 2022 em São Petersburgo está listada como palestrante convidada.